# Brachyopa stackelbergi
Brachyopa stackelbergi är en tvåvingeart som beskrevs av Nina Krivosheina 2004. Brachyopa stackelbergi ingår i släktet savblomflugor, och familjen blomflugor. Inga underarter finns listade i Catalogue of Life.